# ヴィクトル・スタルヒン
ヴィクトル・コンスタンチーノヴィチ・スタルヒン（ロシア語: Виктор Константинович Старухин, ラテン文字転写: Viktor Konstantinovič Starukhin; 英語: Victor Starffin、1916年5月1日 - 1957年1月12日）は、昭和期前半のプロ野球選手（投手）。ロシア帝国生まれ、北海道育ち。戦時中に、須田 博（すだ ひろし）に改名した。

## 概要
沢村栄治と並ぶ日本プロ野球黎明期の大投手で、長身からの角度のある豪速球のスピードは沢村とも並び称された。巨人軍の第一期黄金時代の中心投手として活躍し、1937年春から1940年まで5シーズン連続で最多勝利を獲得。特に1939年の42勝はNPBタイ記録として残る。第二次世界大戦の戦局悪化に伴い、1940年9月から1944年の間は須田 博の登録名で出場していた。
戦後は、恩師・藤本定義とともにチームを転々とし、1955年にNPB史上初の通算300勝を達成して引退。通算83完封はNPB記録。1957年に旭川中学の同窓会に向かう途中に交通事故で死去。1960年野球殿堂入り（初の競技者表彰）。

## 経歴

### 日本への亡命
1916年に帝政時代のロシアのニジニ・タギルに、ロマノフ王朝の将校・父コンスタンチンと母エウドキアの一人息子として誕生。
1917年のロシア革命の際、一族の中に王党派がいたため、革命政府（共産主義政府）から迫害される。一家は革命軍に追われながらウラル山脈から広大なシベリアを横断し、国境を越えて日本の支配下にあった満洲のハルビンまで逃げ延びた。1925年に日本に亡命するが、日本への入国に必要な大金を母が隠し持っていた宝石でなんとか支払い、北海道の旭川市へ入った。日本では無国籍の「白系ロシア人」となる。子どもの頃の愛称はウィジャー。
旭川市立日章小学校へ入学。当時は白人が珍しかったこともあり、周囲からはいじめに遭うこともあった。しかし、成績優秀かつ運動神経も抜群で、徒競走では20 m後ろからスタートさせられても一等になるほどだった。大正から昭和にかけて全国的にも少年野球は盛んであり、スタルヒンも学校のチームで活躍した。なお、尋常小学校5年生で既に180 cmを超えていたため、大きすぎるとして高等小学校のチームに入れられていた。

### 中学（旧制）時代

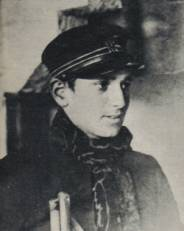
旧制中学時代のスタルヒン

旧制旭川中学校（のちの北海道旭川東高等学校）に入学し、野球部に入る。かつて高等小学校のチームに入れられ、級友とは野球ができなかったことから、野球部入部時の第一声は「本当にみんなと一緒に野球をやっていいの」だったという。中学では剛速球投手として鳴らし、全国中等学校優勝野球大会の北海道大会では2年連続（1933年、1934年）で決勝に進んだが、味方のエラー等により惜敗し、夏の甲子園にはあと一歩届かなかった。
1932年に息子が甲陽学院野球部に招かれた際には一家で兵庫県神戸市に転居し、学院側の援助でパン屋を経営したが、同県他校の抗議により移籍話が流れたため旭川に戻った。
旧制中学1年の時、父親が自らの経営していた喫茶店「バイカル」の従業員に対する殺人事件を起こし、懲役8年の有罪判決を受けて収監された。「殺人者の息子」となったものの、既に旭川中学校の投手として有名だったスタルヒン本人には同情が集まった。
スタルヒンはこの事件の為に経済的に追い込まれ、旧制中学の授業料や生活費すら同級生らによるカンパに頼るほど生活に困窮するようになり、日本国籍を取得できない遠因の一つにもなっていた。当初は早稲田大学に進学することを希望していたものの、経済的に困窮したこともあり、大学への進学は難しい状況になっていた。

### 全日本選抜
旧制中学3年生の1934年11月25日、当時日米野球のため来日していたアメリカ・大リーグ選抜チームと対戦する全日本チームに半ば強引に引き抜かれそうになる。前年の日米野球で17戦全敗を喫し、その年も開始から5連敗を喫していた全日本監督の市岡忠男にとって、先ず1勝を挙げるという至上命令のための「怪投手」引き抜きというアイデアであった。
プロ野球が誕生しておらず、野球人気は六大学のアマチュアが支えていた当時、文部省は「学生野球の選手をプロ球団と戦わせてはならない」と通達したため、全日本チームを母体として主催の読売新聞は職業野球団「大日本東京野球倶楽部」を結成。京都商業の沢村栄治を中退させたのと同様の手口でスタルヒンを退学させてチーム（後の読売巨人軍）に入れるため、旭川にスカウトを送るものの、地元のスターを引き抜かれることに旭川市民と学校側は抵抗した。
旭川中学校を甲子園へ出場させるという願いを持っていたスタルヒン本人にとっては苦渋の決断であったが、先述の経済事情に加え、さらには亡命者であるだけに断れば家族全員国外追放、即ちソビエト連邦への強制送還とする可能性をほのめかされたという事情もあり、断るわけにもいかず、旭川中を中退。後ろ髪を引かれる思いで母と共に上京した。クラスメートには一切事情を知らせないまま夜逃げをするように列車に乗ったという。汽笛が「行くなぁ！」という仲間達の叫びに聞こえた、と後年妻に語っている。
中学中退と全日本チーム、そして巨人入団への背後には日米戦を主催していた読売新聞オーナー・正力松太郎の意思があり、スタルヒンがこれに従わねばならなかったのは、「読売買収以前は警視庁の実力者だった正力が、父の犯罪歴をたてに日本国籍のないスタルヒン一家を恫喝したからである」と作家の佐野眞一は著書の中で断言している。
日米野球の17戦に初登板し、3番手として1イニングを無安打無失点に抑える。しかし試合はすでに趨勢が決まっていて、スタルヒンの制球の悪さに、米国チームが逃げ腰であった結果だった。
1934年11月29日に埼玉県営大宮公園野球場で開催された同第17戦の8回から敗戦処理で2イニングを投げ、これがプロ野球選手としてのデビューとなった。1935年2月からのアメリカ遠征に参加することになるが、ここで右翼の大物である玄洋社の頭山満から干渉を受け、すんなりとは決まらなかった。さらに、無国籍だったためパスポートが支給されず、出国の際に警視庁から「国外に行ってよい」との許可証をもらっただけであった。サンフランシスコに到着しても、パスポートがないためビザが下りずに入国できず、無許可の移民と見做されて危うく収容所に送られそうになったところ、フランク・オドールらが奔走してようやく入国の運びとなった。また、日本の小学校に通学していた田舎者の少年であったスタルヒンは水原茂と同部屋になった際、自らも白人であるにもかかわらず「先輩、アメリカって外国人ばかりですね」「外国人って全然、日本語喋らないんですね」と感想を漏らし、水原を呆れさせたという。

### プロ入り後

#### 巨人時代
1936年にそのまま大日本東京野球倶楽部の後身である東京巨人軍に入団。7月3日の大東京戦に救援登板し、3イニングを無失点に抑えて巨人の公式戦初勝利に貢献した（2019年現在のルールではセーブの対象）。

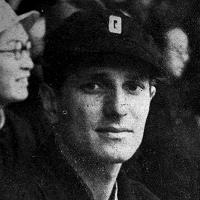
巨人時代のスタルヒン

スタルヒンは試合では速球は良いものの、当初は制球が悪く、四球が多かった。そのため水原などベテラン勢や先輩たちは「トウシロウ！」「アホ」「どこ見て放ってんだ！」と代わる代わる怒鳴りつけた。繊細であったといわれるスタルヒンは傷ついたり落ち込んだりし、涙を流しながら「このままじゃ怖くて投げられません」と監督に訴え、目を腫らしながらマウンドに立ち続けたという。しかし当時、巨人の監督に就任した藤本定義によって励まされ、猛練習によって制球力を身につける。翌1937年春季リーグでは、7月3日の対イーグルス戦で史上2人目のノーヒットノーランを達成するなど13勝すると、秋季リーグでは15勝を挙げて最多勝利のタイトルを獲得し沢村栄治に代わってエースに台頭する。
1938年も春季14勝で最多勝利となると、秋季は19勝、防御率1.05、146奪三振、勝率.905、7完封で投手五冠を達成する。1939年にはチーム41試合目の6月20日の対ライオン軍戦で早くも20勝に到達する。シーズンでは、日本プロ野球記録となるシーズン42勝（戦後の一時期スコアブックの見直しにより40勝とされていた。後述）と、チームの勝利数66勝の2/3を記録しMVPに輝いた。同年にはプロ野球史上初の通算100勝を達成している。165試合目での到達は2019年現在も破られていない史上最速記録である。さらにこの年シーズン4本のサヨナラ安打を放っているが、これは1969年に大杉勝男に破られるまで日本プロ野球記録であった。1940年にも38勝を挙げて2年連続で最高殊勲選手・最多勝利に選ばれるが、5シーズン連続の最多勝利も日本プロ野球最長記録となっている。
この間、1939年に大規模な軍事衝突（ノモンハン事件）が起こるなど、日ソ間の関係が悪化したことから、スタルヒンは軍部からスパイの容疑を受ける。スタルヒンは軍部に呼び出され、以下の指示を受けたという。
- スパイ容疑者であるため、日本国籍は与えない。
- 水道橋駅から後楽園球場へ行く途中、橋の上から神田川をのぞき見ることの禁止（神田川では船で軍需物資を運搬していたため）。
- 球場の外野スタンドに立てられた旗を見ることを禁止（旗から風力・風向など天気情報を見極めてソ連に伝達することを懸念）。

この状況下で、職業野球のエースであるスタルヒンが憲兵に潰されてしまうことを懸念した名古屋金鯱軍代表の赤嶺昌志の勧めにより、1940年に須田 博（すだ ひろし）に改名した。一方で、スタルヒンは無国籍者だったため徴兵されることはなかった。
1941年は7月14日の対南海戦で40度を超える高熱を押して登板し15勝目を挙げるが、そのまま病院に運ばれると肋膜炎と診断され、戦列を離れる。一時は生死の境をさまよい、たとえ命が助かっても野球選手としての再起は難しいと医師から宣告されたという。翌1942年4月末より復帰して26勝を挙げる。1943年も5月半ばまでに6勝を重ねるが、肋膜炎を再発させて再び戦列を離れ、10月になってようやく復帰して10勝に到達した。1944年は開幕から6月迄に無傷の6連勝を飾るが、7月以降国籍を理由に出場できなくなる。
さらに、11月にはスタルヒンは無国籍者ながら「外国籍者」として、ほかの外国籍者同様に軽井沢へ転居させられた。これは首都圏に在住したほとんどの外国籍者に与えられた措置であった。なお、プロ野球公式記録上は「病気のため隔離」されたことになっている。軽井沢では靴直しをして暮らしていたともされる。さらに1945年8月9日に中立国であったソビエト連邦が日ソ中立条約を破り日本に侵略を開始したことから、追放処分にされる。

#### パシフィック時代
終戦後の1946年にスタルヒンは通訳として進駐軍のジープに乗っていたところ、偶然、パシフィック監督を務めていた藤本定義と再会したことで、巨人軍の誘いを断ってパシフィックに復帰。しかし、野球を離れていたスタルヒンは別人のように太っており、練習を始めてもなかなか体型が元に戻らなかった。同年10月13日のゴールドスター戦に戦後初登板を果たすと、10月20日のゴールドスター戦で完投勝利を挙げ、日本プロ野球初の通算200勝を達成した。

#### 金星時代
1948年に藤本が金星スターズの監督に転身すると、スタルヒンはバッテリーを組んでいた伊勢川真澄とともに藤本に従って金星に移籍した。1949年には27勝を挙げて9年ぶりに最多勝利のタイトルを獲得している。ただ戦前のような体のキレはなく、以前の速球派から変化球主体の老獪なピッチングに変わり、派手なジェスチャーの多いショーマンタイプの上手にかわすスタイルになっていったという。

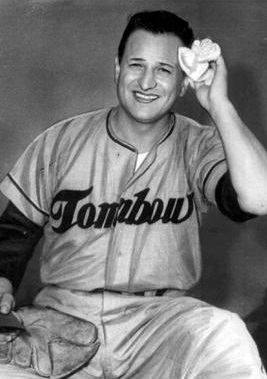
1955年。スタルヒンはこの年に現役最終球団のトンボユニオンズで通算300勝を達成した

金星・大映時代に巨人と東急に勝利したことで、1リーグ時代の全球団（巨人・阪神・阪急・南海・中日・セネターズ・ライオン・イーグルス・ゴールドスター・東急）に勝利をあげたことになる。
この間、1952年6月15日の対毎日オリオンズ戦では、2本塁打を放ち完投するも味方の援護がなく、2-3で敗戦投手となっている。

#### ユニオンズ時代
1954年には高橋ユニオンズに移籍する。この時は慕っていた藤本と一緒ではなく、藤本に「高橋は契約金をくれる。もう長くはできないだろうからもらっておけ」と勧められたからだった。後に、このお金を元に、美容院と薬局を経営する。シーズン前には相当に肥満して「まるで相撲取りのようだ」と言われ、7月まで2勝7敗と調子が上がらなかった。8月以降は6勝6敗と盛り返し、バックが弱い中でシーズンでは何とか8勝（13敗）を重ねた。
1955年春の岡山キャンプでは「痩せること」を課題に取り組み、村社講平臨時コーチの指導を受けて苦手だった走り込みを徹底的に行い、体重を32貫（120 kg）から26貫（97.5 kg）まで落とす減量に成功する。シーズンが始まると、スタルヒンの3連敗を含めて高橋は開幕12連敗を喫するが、4月13日の対大映スターズ戦でチームの初勝利を現役最後となる83個目の完封勝利で飾った。9月4日の対大映戦（西京極）で史上初の通算300勝を完投勝利で達成したが、後になって1939年の記録を当初の公式記録通りに戻したため、同年7月30日に開かれた近鉄パールス戦（川崎球場）での勝利が300勝となる。節目となる100勝目・200勝目・300勝目をすべて異なるチームで記録しており、これは6人いる300勝以上の投手（他に金田正一・米田哲也・小山正明・鈴木啓示・別所毅彦）の中では唯一である。
試合後のインタビューでは「若林さん（若林忠志）も42までやったし、僕もまだ続けたい」と意気込みを語っており、日本経済新聞にも「私もあと5〜6年は放るつもりだ。目標は三振2000個と、シャットアウト勝、100勝である」との手記を載せている。太平洋野球連盟からは報奨金5万円が渡されたが、公式な表彰行事は行われず、これを不憫に感じた球団オーナーの高橋龍太郎自ら記念祝賀会を主催している。
同年限りで現役引退。この年チーム2位の7勝（21敗）を稼ぎ本人も現役続行を希望したが、翌年からの監督就任が決まった笠原和夫がアンチ笠原派と言われていたスタルヒンを解雇したとも言われる。最後は無給でもいいから巨人で投げたいと希望したともされるが、その願いは叶わなかった。また、同年には慕っていた母親・エフドキアを亡くしている。引退後のスタルヒンはいつもどこか寂しげだったという。

### 急逝
引退後は「ボールボーイでもいいから」と野球に関わる仕事を希望したが、それは叶わず、妻・タ－ニャが経営する美容室の手伝いをしていた。
しかし1957年1月12日22時40分頃、都内で行われた中学校の同窓会に出席するため自宅のある港区南青山から自身の車（1941年式シボレー・スペシャル・デラックス2ドアクーペ）で世田谷区三宿にある国道246号（玉川通り）を走行中に、東急玉川線三宿駅付近で前の車を追い越そうとして二子玉川園駅行き電車と衝突。車は大破し、スタルヒンは救急車で国立世田谷病院に搬送されるが、到着前に死亡が確認された。40歳没。警察から、事故の原因は「泥酔運転および速度の出し過ぎ」と発表された。
友人の証言によれば、スタルヒンは同窓会の会場と逆方向へ車を走らせている上、乗っていた同窓生を車から降ろし電車で行くように指示しているなどしており、いささか不可解な死として伝わる。その直前には友人が経営する青山のボウリング場の開場式典に出席、飲酒しており、泥酔状態ではなかったが飲酒運転だったという。
1月20日に非公式ながらプロ野球初となる「野球葬」が行われる。葬儀に先立って霊前追悼座談会が行われ、生前スタルヒンと交流があった葬儀委員長・市岡忠男を中心に、戦前から戦後にかけて長く行動をともにした藤本定義、巨人からは鈴木惣太郎・水原円裕・川上哲治、高橋からは前監督の浜崎真二、ほかに小西得郎が参加した。
スタルヒンは、父コンスタンチンの死に際して自らが建立した多磨霊園の外国人墓地（外国人区1種2側）に埋葬された。
1989年、三十三回忌の命日にあたり長女ナターシャによって、1971年に亡くなった妻ターニャ（高橋久仁恵）の実家でありターニャの墓がある秋田県横手市雄物川町の崇念寺に分骨された。
亡命から最期まで無国籍だった。
1960年にはスタルヒンの功績を称え、その前年に創設された野球殿堂の史上最初の競技者表彰に選出された。旭川市民にとってスタルヒンは伝説的な英雄で、1984年に改修工事が完成した旭川市営球場には愛称『スタルヒン球場』が命名された。球場正面にはスタルヒンの銅像が建立されている。

## 選手としての特徴
プロ野球草創期の豪速球投手として、沢村栄治と比べられることが多く、両者と対決した選手からは「スピードはほぼ同じ。沢村の方がバッターの手元へ来て伸びていたから、感覚的には沢村の方が速く見えた」との意見が多かったとされる。一方で191cmの長身からさらに伸び上がって投げ下ろすことから、打者からは「二階の屋根からボールが急降下してくるようで打ちにくい」と評された。
投手としての球種はドロップ・シュート・シンカー。速球投手にしては打者との駆け引きが巧みで、豪速球を軸にシュートとドロップで緩急をつけ、時にはシンカーで内野ゴロを稼ぐ投球を得意とした。たまに長い間合いからクイックで投げたり、サイドから投げたりもしていた。晩年には揺れながら落ちるフォークかナックルのような変化をする「アベックボール」も投げていた。
打撃にも優れ、1939年にサヨナラ安打4回、1940年に1試合5安打、1955年には代打で登場するも敬遠四球の記録を残している。初球打ちの癖があったため、相手投手は初球をボール気味に外してきたが、長身で腕力のあったスタルヒンは、少しくらいのボール球でも強引に引っ張って安打にしたという。

## 特筆

### 人物

スタルヒン像（旭川市花咲スポーツ公園硬式野球場）

流暢な日本語を喋り、義理人情も重んじて「日本人より日本人らしい」と言われていたが、「外人」や「亡命者」というレッテルで仲間も決して一線を越えてくれないことに悩んでいたという。そのため白系ロシア人の集まる御茶ノ水の「ニコライ堂」に通い詰めて友達を探し、花嫁まで見つけた。
一晩でビール大瓶を24本以上も飲める酒豪であった。

### 家族
- 父親のコンスタンチン(Константин Старухин/Konstantin [注 6] Starukhin)はロシアのニジニ・タギルに生まれ、陸軍士官学校を経てロシア帝国軍将校となったが、ロシア革命勃発により軍職を失い、一時、アレクサンドル・ケレンスキーのロシア臨時政府に対抗する白軍に加わったのち、シベリアに逃れ、ハルピンの難民収容所を経て妻子とともに日本に亡命した[39][40][41]。亡命後は北海道旭川市で毛織物の行商とミルクホールを営み、妻はパン焼きで家計を助けた[39][40][42]。1932年に息子が甲陽学院野球部に招かれた際には一家で兵庫県神戸市に転居し、学院側の援助でパン屋を経営したが、同県他校の抗議により移籍話が流れたため旭川に戻った[39][43]。神戸で知り合った亡命ロシア人のマリアと懇ろとなり、マリアをウエイトレスに旭川で喫茶店バイカルを開いたが、マリアの心変わりから、1933年に彼女の自宅に押し入り刺殺した[39]。当初嫉妬からの殺害を認めていたが、のちにマリアがスパイであったための殺害と供述を変えるも、懲役8年の刑が下った[39]。1938年に釈放され、息子の活躍を見届け、1943年に東京で没した[39]。妻のエウドキア（Евдокия/Evdokia）とともに多磨霊園に眠る[31]。
- 前妻レーナ（Lena）は同じ亡命ロシア移民の美容師で、ニコライ堂で出会って1938年に結婚、1941年に長男ジョージ[注 7]を出産したが、1944年の野球シーズン終了後、特高警察から軽井沢への疎開を促され[40]、他の外国人らとともに抑留生活を強いられ、戦後も胸を患った夫の看病や家計悪化により不仲となった[39]。かつてのロシア移民仲間で戦前に日本を離れて渡米し、戦後進駐軍の通訳として再来日していた占領軍将校アレクサンダー（Alexander Boloviyov）と恋仲になり、1948年に夫と離婚し、息子を置いてアレクサンダーと米国に渡った[39][31]。アレクサンダーは少年時代に旭川市営球場で、小樽商業の内野手として、スタルヒンの旭川中学と対戦したこともあった[44]。
- 後妻の高橋久仁恵は日露混血でロシア名はターニャといい、秋田県立秋田高等女学校、日本女子大学卒業後、1948年に東京のロシアン・クラブでスタルヒンと出会い、1950年に結婚[39][40][31]。長女、次女を儲け、夫と前妻の子である長男も育てながら、鬱病と過剰飲酒に苦しむ夫に代わって、1956年からはスタルヒンが1948年に開店した青山の美容院で働き家計を助け、薬局やロシア料理店「レカ」も経営した[39][45]。一時は歯医者になる為に再度勉強に励んだりもした[46]。のちに青山の都市計画により多額の立ち退き料を取得したが、夫没後10年でできた年下の恋人がこの金と3店舗の経営権を抵当に借りた金でゴルフ場開発に手を染め、その失敗により全財産を失い、恋人と別れて西武百貨店などで働き始めたが、酒量が増えて肝臓を病み、1971年に自宅マンションから飛び降り49歳で死去した[45][47]。夫とともに眠る秋田県横手市雄物川町の崇念寺は実家で、弟の高橋大我が12代目住職を務める[40]。先代住職で父親の高橋義雄（1887年生）は、名古屋の浄土真宗の中学を中退後、内妻と子を連れて1910年に大陸に渡り、モスクワ滞在中にロシア革命に遭遇、妻子が帰国したのち、ロシア女性と結婚しハルピンで久仁恵を儲け、妻子とともに1919年に帰国、のちに通訳として秋田歩兵第十七連隊のシベリア出兵に同行、亡命ロシア人を集めた「ヴォルガ演芸団」の団長も務めたという人物で、その足跡は『ユーラシアを駆けた男』（秋田魁新報社、1994年）として上梓された[48][49]。
- 長男のジョージ・スタルヒン（1941年 - ）は父と一緒にたびたび雑誌やテレビに出演していたが、父の死後、テレビ・ラジオタレントとして活動[50]。1960年にはテレビドラマ『地球は引受けた』（日本テレビ系）で俳優デビューし、アメリカからの留学生・ワインクラーを演じた[51]。
- 長女のナターシャ・スタルヒン（1951年 - ）は日本航空の客室乗務員を経て、同僚と結婚、日本初の日焼けサロンを創業。のちにホリスティック栄養士として、各地での講演会や、健康をテーマにしたテレビ番組の出演等の活動をしている。2008年7月15日の巨人対中日戦では父と同じ背番号17のユニフォームに身を包んで、また2016年6月7日の日本ハム対広島戦でも『スタルヒン生誕100周年記念試合』として日本ハムのユニフォームに身を包んで[52]（ともに旭川スタルヒン球場）、それぞれ始球式を務めた。一般社団法人日本ホリスティックニュートリション協会を設立し、理事長就任[53]。『白球に栄光と夢をのせて　わが父V.スタルヒン物語』のほか、ダイエット関連の著書がある。
- 女優の田中真理は、スタルヒンの妻となった高橋ターニャ（久仁恵）のめい（弟の子）にあたる。
- エレクトーン奏者の高橋レナ（本名ひさゑ）、久仁恵の妹[54][55]。

### 1939年の勝利数について

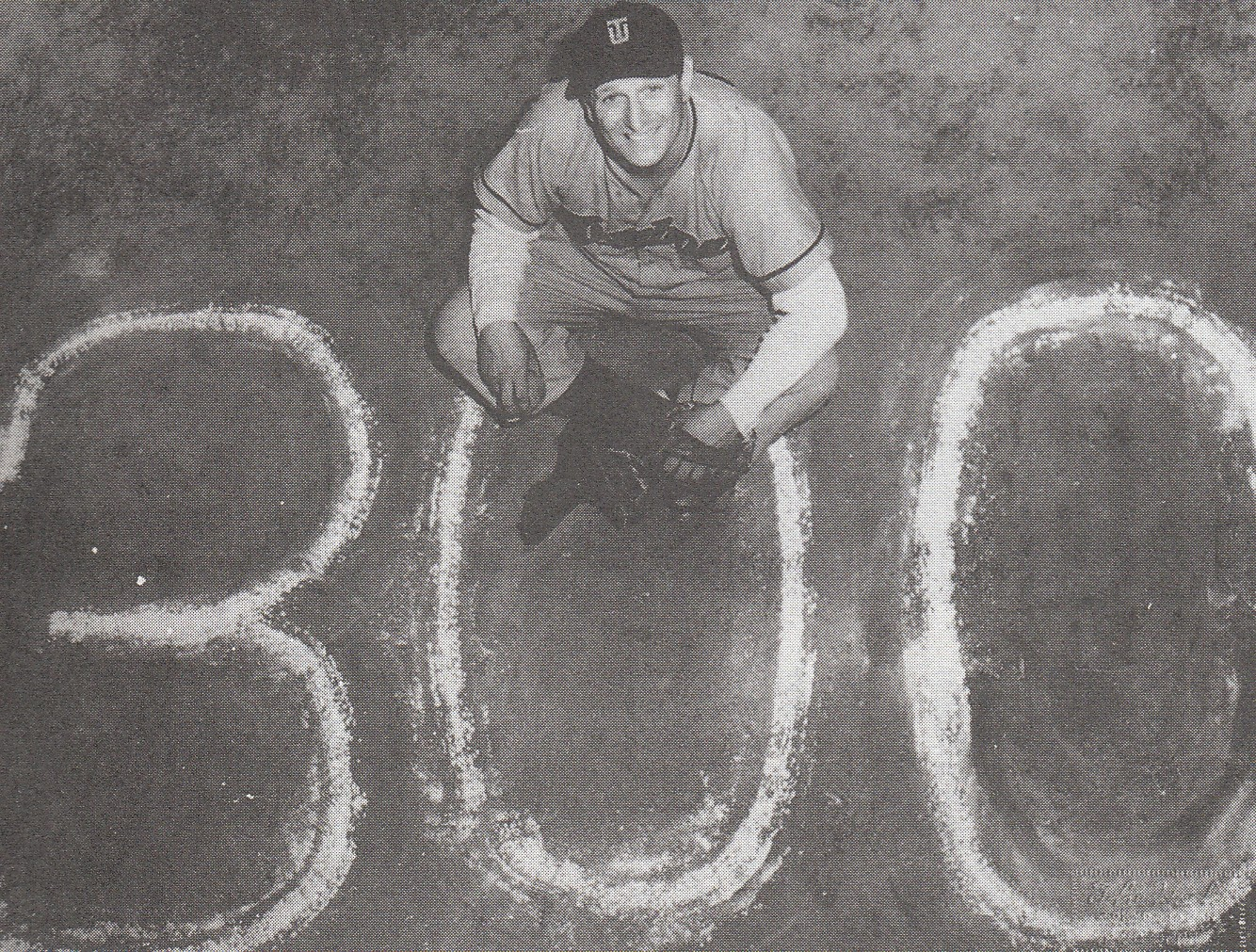
1955年。通算300勝達成記念に撮影された写真

1939年の勝利数は42勝であるが、戦後パ・リーグ記録部長の山内以九士らが戦前のスコアブックの見直しを行った際に、明らかにスタルヒンに勝利が付かないケースとなる2試合（5月9日：対名古屋戦、7月15日：対セネタース戦）があった。いずれも中尾輝三が先発し、5イニング以上投げて巨人がリードした状態で退いた後をスタルヒンがリリーフして最後まで投げ、そのままリードを守りきって巨人が勝った試合である。これらについて記録の変更を行い、40勝とされた。戦前は勝利投手の認定に曖昧な部分があり、記録員の主観で判断されていた側面があったためである。実際に当時の公式記録員であった広瀬謙三は「救援投手に重きを置いて（勝利投手、敗戦投手の記録を）つけた記憶がある」と証言している。
しかし、スタルヒン没後の1961年に稲尾和久がシーズン最多勝利でこのスタルヒンの記録を破る42勝を記録したことから、戦前のスコアの修正について再び議論が起き、最終的には1962年3月30日にコミッショナー裁定が出され「あとから見ておかしなものであっても、当時の公式記録員の判断は尊重されるべき」という理由でもとの42勝に戻された。その結果、稲尾の記録はスタルヒンと並ぶタイ記録となった。
なお、42勝のうち4勝は自らのサヨナラ安打によるものである。このシーズン4サヨナラ安打は1969年に東映フライヤーズの大杉勝男が更新するまで30年にわたってプロ野球記録だった。11月9日、巨人が優勝を決めた試合もスタルヒンのサヨナラヒットでの勝利だった。

## 詳細情報

### 年度別投手成績
| 年 度      | 球 団             | 登 板 | 先 発 | 完 投 | 完 封 | 無 四 球 | 勝 利 | 敗 戦 | セ 丨 ブ | ホ 丨 ル ド | 勝 率 | 打 者 | 投 球 回 | 被 安 打 | 被 本 塁 打 | 与 四 球 | 敬 遠 | 与 死 球 | 奪 三 振 | 暴 投 | ボ 丨 ク | 失 点 | 自 責 点 | 防 御 率 | W H I P |
| ---------- | ----------------- | ----- | ----- | ----- | ----- | -------- | ----- | ----- | -------- | ----------- | ----- | ----- | -------- | -------- | ----------- | -------- | ----- | -------- | -------- | ----- | -------- | ----- | -------- | -------- | ------- |
| 1936夏     | 巨人              | 1     | 0     | 0     | 0     | 0        | 0     | 0     | --       | --          | ----  | 14    | 3.0      | 3        | 0           | 1        | --    | 0        | 4        | 0     | 0        | 0     | 0        | 0.00     | 1.33    |
| 1936秋     | 巨人              | 3     | 3     | 2     | 0     | 0        | 1     | 2     | --       | --          | .333  | 89    | 21.0     | 17       | 0           | 7        | --    | 0        | 19       | 0     | 0        | 10    | 7        | 3.00     | 1.14    |
| 1937春     | 巨人              | 25    | 16    | 10    | 3     | 0        | 13    | 4     | --       | --          | .765  | 592   | 147.1    | 100      | 1           | 58       | --    | 1        | 92       | 2     | 0        | 34    | 25       | 1.53     | 1.07    |
| 1937秋     | 巨人              | 26    | 18    | 13    | 4     | 1        | 15    | 7     | --       | --          | .682  | 658   | 164.2    | 115      | 0           | 51       | --    | 2        | 95       | 2     | 0        | 53    | 34       | 1.86     | 1.01    |
| 1938春     | 巨人              | 24    | 16    | 13    | 5     | 2        | 14    | 3     | --       | --          | .824  | 639   | 158.2    | 106      | 5           | 57       | --    | 2        | 76       | 1     | 0        | 42    | 36       | 2.04     | 1.03    |
| 1938秋     | 巨人              | 24    | 19    | 17    | 7     | 1        | 19    | 2     | --       | --          | .905  | 765   | 197.2    | 111      | 0           | 59       | --    | 1        | 146      | 1     | 1        | 32    | 23       | 1.05     | 0.86    |
| 1939       | 巨人              | 68    | 41    | 38    | 10    | 1        | 42    | 15    | --       | --          | .737  | 1838  | 458.1    | 316      | 4           | 156      | --    | 11       | 282      | 6     | 0        | 114   | 88       | 1.73     | 1.03    |
| 1940       | 巨人              | 55    | 42    | 41    | 16    | 2        | 38    | 12    | --       | --          | .760  | 1688  | 436.0    | 241      | 3           | 145      | --    | 4        | 245      | 5     | 0        | 67    | 47       | 0.97     | 0.89    |
| 1941       | 巨人              | 20    | 14    | 13    | 4     | 0        | 15    | 3     | --       | --          | .833  | 587   | 150.0    | 93       | 3           | 45       | --    | 1        | 58       | 2     | 0        | 28    | 20       | 1.20     | 0.92    |
| 1942       | 巨人              | 40    | 30    | 27    | 8     | 1        | 26    | 8     | --       | --          | .765  | 1196  | 306.1    | 174      | 3           | 119      | --    | 2        | 110      | 6     | 0        | 50    | 38       | 1.12     | 0.96    |
| 1943       | 巨人              | 18    | 14    | 11    | 3     | 0        | 10    | 5     | --       | --          | .667  | 537   | 136.0    | 75       | 2           | 57       | --    | 3        | 71       | 3     | 0        | 22    | 18       | 1.19     | 0.97    |
| 1944       | 巨人              | 7     | 7     | 7     | 2     | 1        | 6     | 0     | --       | --          | 1.000 | 254   | 66.0     | 40       | 0           | 23       | --    | 0        | 27       | 2     | 0        | 9     | 5        | 0.68     | 0.95    |
| 1946       | パシフィック 太陽 | 5     | 4     | 2     | 0     | 0        | 1     | 1     | --       | --          | .500  | 138   | 31.2     | 35       | 1           | 16       | --    | 0        | 11       | 0     | 0        | 10    | 7        | 1.99     | 1.61    |
| 1947       | パシフィック 太陽 | 20    | 19    | 16    | 1     | 2        | 8     | 10    | --       | --          | .444  | 662   | 162.1    | 142      | 3           | 48       | --    | 2        | 77       | 1     | 0        | 59    | 37       | 2.05     | 1.17    |
| 1948       | 金星 大映         | 37    | 32    | 28    | 3     | 1        | 17    | 13    | --       | --          | .567  | 1187  | 298.1    | 240      | 6           | 80       | --    | 3        | 138      | 4     | 1        | 90    | 72       | 2.17     | 1.07    |
| 1949       | 金星 大映         | 52    | 40    | 35    | 9     | 6        | 27    | 17    | --       | --          | .614  | 1519  | 376.0    | 357      | 24          | 69       | --    | 4        | 163      | 2     | 1        | 130   | 109      | 2.61     | 1.13    |
| 1950       | 金星 大映         | 35    | 28    | 17    | 2     | 3        | 11    | 15    | --       | --          | .423  | 995   | 234.1    | 270      | 21          | 48       | --    | 4        | 86       | 1     | 1        | 115   | 103      | 3.96     | 1.36    |
| 1951       | 金星 大映         | 14    | 13    | 8     | 0     | 2        | 6     | 6     | --       | --          | .500  | 391   | 100.2    | 79       | 5           | 22       | --    | 2        | 47       | 0     | 5        | 39    | 30       | 2.68     | 1.00    |
| 1952       | 金星 大映         | 24    | 18    | 12    | 1     | 1        | 8     | 10    | --       | --          | .444  | 618   | 150.1    | 145      | 9           | 43       | --    | 2        | 44       | 3     | 0        | 63    | 51       | 3.05     | 1.25    |
| 1953       | 金星 大映         | 26    | 23    | 17    | 3     | 2        | 11    | 9     | --       | --          | .550  | 811   | 201.2    | 175      | 11          | 42       | --    | 4        | 61       | 3     | 0        | 67    | 60       | 2.68     | 1.08    |
| 1954       | 高橋 トンボ       | 29    | 25    | 11    | 1     | 1        | 8     | 13    | --       | --          | .381  | 756   | 178.1    | 191      | 12          | 45       | --    | 3        | 52       | 2     | 0        | 85    | 74       | 3.73     | 1.32    |
| 1955       | 高橋 トンボ       | 33    | 27    | 12    | 1     | 4        | 7     | 21    | --       | --          | .250  | 820   | 196.2    | 205      | 9           | 30       | 3     | 4        | 56       | 4     | 0        | 102   | 85       | 3.89     | 1.19    |
| 通算：19年 | 通算：19年        | 586   | 449   | 350   | 83    | 31       | 303   | 176   | --       | --          | .633  | 16754 | 4175.1   | 3230     | 122         | 1221     | 3     | 55       | 1960     | 50    | 9        | 1221  | 969      | 2.09     | 1.07    |

- 各年度の太字はリーグ最高、赤太字はNPB記録
- パシフィックは、1947年に太陽（太陽ロビンス）に球団名を変更
- 金星（金星スターズ）は、1949年に大映（大映スターズ）に球団名を変更
- 高橋（高橋ユニオンズ）は、1955年にトンボ（トンボユニオンズ）に球団名を変更

### タイトル
- 最多勝利：6回 （1937年秋 - 1940年、1949年）※最多記録。5シーズン連続は最長記録、9年のブランク受賞は同賞史上最長
- 最優秀防御率：1回 （1938年秋）
- 最多奪三振：2回（1938年秋、1939年）※当時連盟表彰なし
- 最高勝率：2回 （1938年秋、1940年）

### 表彰
- 最高殊勲選手 (MVP) ：2回（1939年、1940年）　※2年連続は史上初
- ベストナイン：1回（投手部門：1940年）
- 野球殿堂競技者表彰（1960年）※競技者表彰として1番目

### 記録
- 通算完封勝利：83 ※NPB記録
- シーズン勝利：42勝[57]、1939年 ※NPBタイ記録（1961年に稲尾和久が記録）
- シーズン先発勝利：32勝、1940年 ※NPBタイ記録（1942年に野口二郎、1943年に藤本英雄が記録）[58]
- 2年連続35勝：1939 - 1940年　※NPB史上唯一（35勝を複数回記録したのも、他に稲尾和久のみ）
- 複数球団での最多勝利タイトル獲得　※NPB史上初
- 15球団から勝利 ※達成者は2人（緒方俊明が記録）のみ。
- 通算勝利：303 ※NPB第6位。引退当時はNPB記録（1960年に別所毅彦が更新）[59]
- 通算完投：350 ※NPB第2位。引退当時はNPB記録（1965年に金田正一が更新）[60]
- 通算先発勝利：257 ※NPB第6位。引退当時はNPB記録[58]
- 通算投球回：4175回1/3 ※NPB第7位。引退当時はNPB記録（1959年に別所毅彦が更新）[61]
- シーズン連勝：18 （1940年8月7日対金鯱戦 - 11月17日対阪神戦） ※1リーグ時代記録[62]
- 対同一チーム連勝：17 （対阪急戦、1940年8月8日 - 1943年10月1日） ※1リーグ時代記録[62]
- 投手三冠王：1回 （1938年秋）※NPB史上2人目
- ノーヒットノーラン：1回 （1937年7月3日、対イーグルス戦、洲崎球場） ※NPB史上2人目
- オールスターゲーム出場：1回 （1952年）

節目の記録
いずれもNPB達成第1号かつ最速記録
- 100勝：1939年11月1日対金鯱戦（後楽園） 165試合で達成[64]
- 200勝：1946年10月20日対ゴールドスター戦（西宮） 313試合で達成[65]
- 300勝：1955年7月28日対近鉄戦（川崎） 573試合で達成。当時は9月4日対大映戦（西京極）とされた

### 背番号
- 18（1935年、1948年）
- 17（1936年 - 1943年、1946年 - 1947年、1949年 - 1955年） ※1944年は全6球団で背番号廃止

### 登録名
- スタルヒン（1936年 - 1940年9月、1946年 - 1955年）
- 須田 博（すだ ひろし、1940年9月 - 1944年）

## 関連情報

### 関連書籍
- 『白球に栄光と夢をのせて わが父 V.スタルヒン物語』（ナターシャ・スタルヒン著、ベースボールマガジン社）
- 『巨人軍を憎んだ男 V・スタルヒンと日本野球』（牛島秀彦著、福武文庫）
- 『ロシアから来たエース』（ナターシャ・スタルヒン著、PHP文庫）
- PHP愛と希望のノンフィクション『ロシアからきた大投手 日本のプロ野球外国人選手第一号スタルヒン』（中尾明著、PHP研究所）
- 『日本プロ野球偉人伝vol1 スタルヒン』（ベースボールマガジン社）
- 『凍れる瞳』（西木正明、文藝春秋、1988/5/1） - 第99回直木賞受賞、1989年にドラマ化[66]。
- 『枯葉の中の青い炎』（辻原登著、新潮社、2005/1/26）

### 特集番組
- 知ってるつもり?!『スタルヒン』（1990年5月6日、日本テレビ系列）
- スタルヒン・豪速球の遺産 北海道発日ソ交流のかけ橋（1991年10月10日、テレビ北海道）
- NACK5スペシャル プロ野球の灯が消えた時 亡き父ビクトルスタルヒンの真実を求めて（2005年5月28日、NACK5）
- 人間ビジョンスペシャル『心の中の国境〜無国籍投手スタルヒンの栄光と挫折〜』（2004年2月15日、北海道テレビ放送）
- 知る楽『こだわり人物伝「ヴィクトル・スタルヒン〜野球がパスポートだった」』（2009年5月 NHK教育テレビ）
  - プレミアム8『野球がパスポートだった〜ヴィクトル・スタルヒン』（2010年5月13日、NHK BS2）[67]
- 伊集院光の百年ラヂオ『【今日は皆さん】宮田輝アナとスタルヒン選手』（2024年10月6日配信、NHKラジオ第1）[68]- 『今日は皆さん』に出演したスタルヒンの自宅でのインタビュー音源と、別のインタビュー音源で川上哲治がスタルヒンの凄さを語る。